# Federico Marcello Lante Montefeltro della Rovere
Federico Marcello Lante Montefeltro della Rovere, italijanski rimskokatoliški duhovnik, škof in kardinal, * 18. april 1695, Rim, † 3. marec 1773.

## Življenjepis
25. decembra 1728 je prejel duhovniško posvečenje.
1. oktobra 1732 je bil imenovan za naslovnega nadškofa Petre v Palestini; 19. oktobra istega leta je prejel škofovsko posvečenje.
9. septembra 1734 je bil povzdignjen v kardinala.